# Torre Europa
A Torre Europa é um edifício da cidade espanhola de Madrid. Foi projectado por Miguel Oriol.